# Velidhoo (Ari-Atoll)
Velidhoo (Dhivehi ވެލިދޫ) (auch: Velidhu) ist eine Insel auf den Malediven, die für den Tourismus erschlossen wurde. Sie liegt im Norden des Ari-Atolls (Dhivehi އއ / Alif Alif) rund 76 Kilometer westlich von Malé und hat ohne Strand ungefähr eine Länge von 350 Metern und eine Breite von 275 Metern. Die Fläche der Insel beträgt 9,0 Hektar, ohne Strand 7,1 Hektar.

## Transport und Verkehr
Der Transfer von der Insel Hulhulé, auf der sich Flughafen von Malé befindet, dauert mit dem Wasserflugzeug etwa 25 Minuten. Weiteres Transportmittel, vor allem bei Sturm, ist das Schnellboot. Bei Ausflügen, Transporten oder zum Sportfischen wird hauptsächlich das traditionelle Schiff der Malediven, das Dhoni verwendet.

## Flora und Fauna
Die Insel ist dicht mit Büschen und Kokospalmen bewachsen. Eine der Sehenswürdigkeiten ist der über 500 Jahre alte Baum bodu nikagas.
Auf der Insel leben Reiher und Flughunde. Eidechsen, Spinnen und andere Kleintiere sowie Insekten sind ebenfalls überall zu sehen.
Am Hausriff der Insel sind viele Arten von Fischen, Korallen, Schnecken und Schildkröten zuhause. Kleine Schwarzspitzen-Riffhaie und verschiedene Rochen kommen sogar in unmittelbare Strandnähe.

## Kultur
Es werden Tagesausflüge zu Einheimischeninseln angeboten und im Inselshop kann man traditionelle Handwerkswaren kaufen.
Alle zwei Wochen werden Maledivische Inselabende veranstaltet, bei denen maledivische Volksmusik und Tanzvorführungen auf dem Programm stehen.

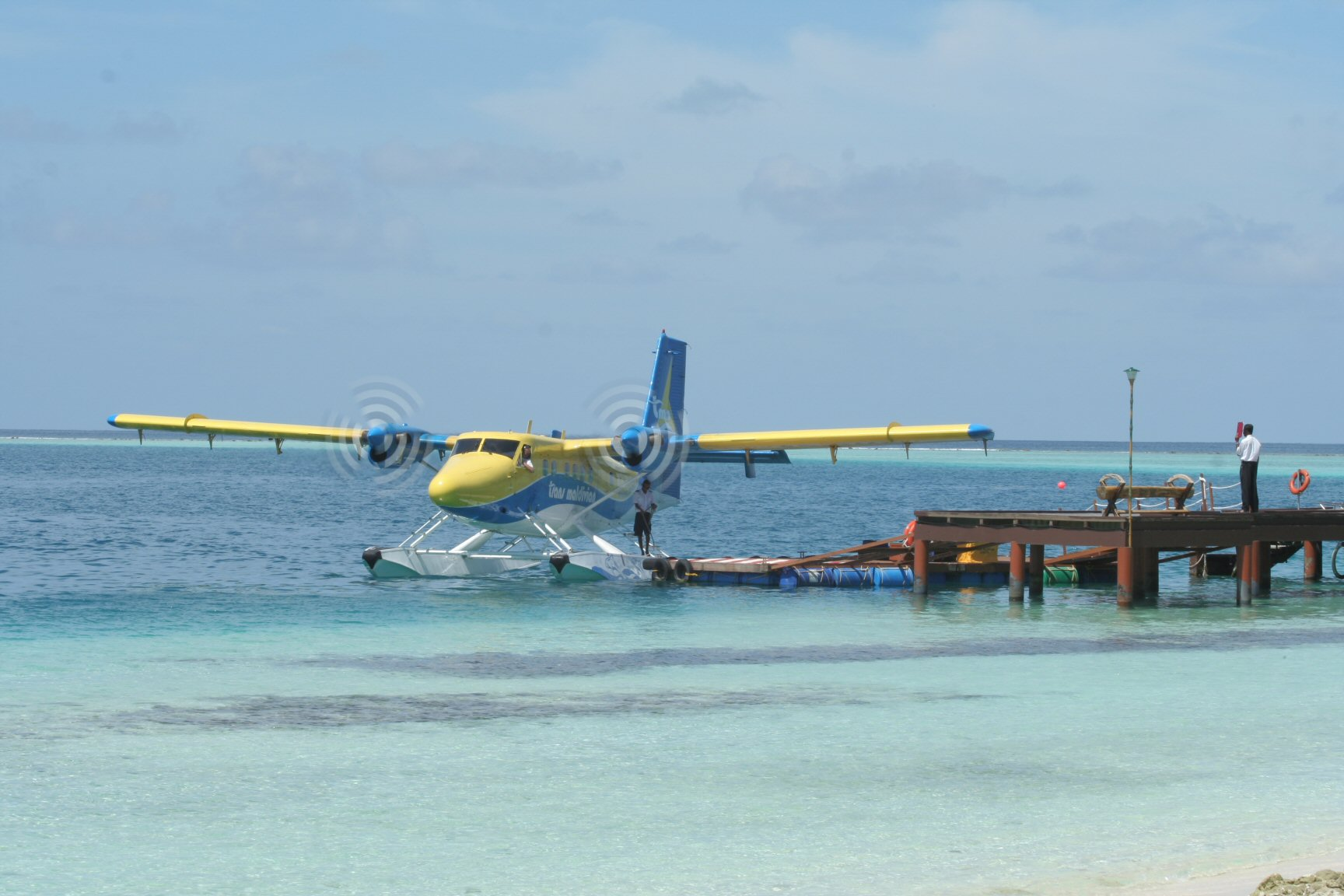
Das Wasserflugzeug bei der Landung
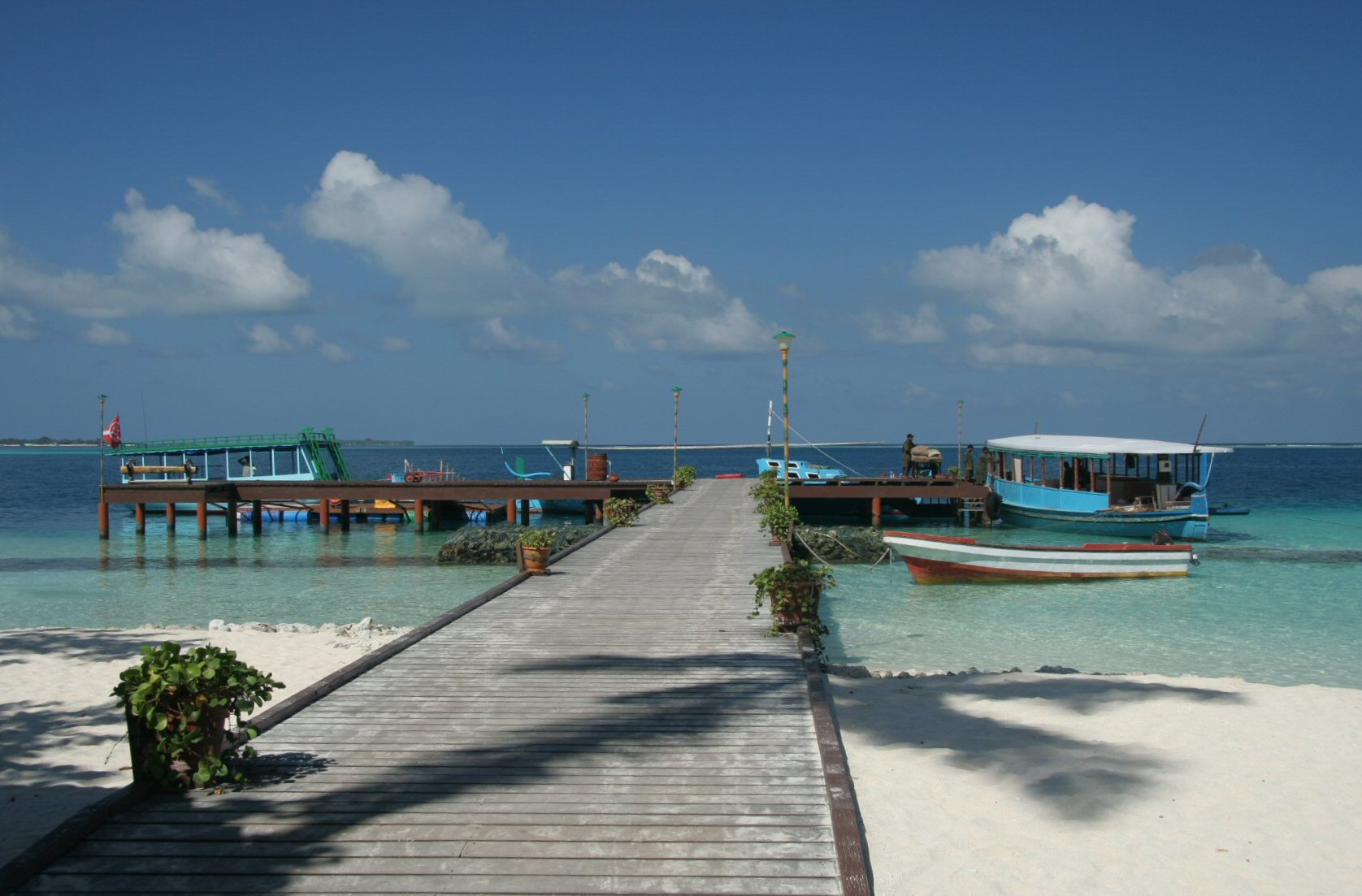
Anlegesteg als Hafen mit Dhoni
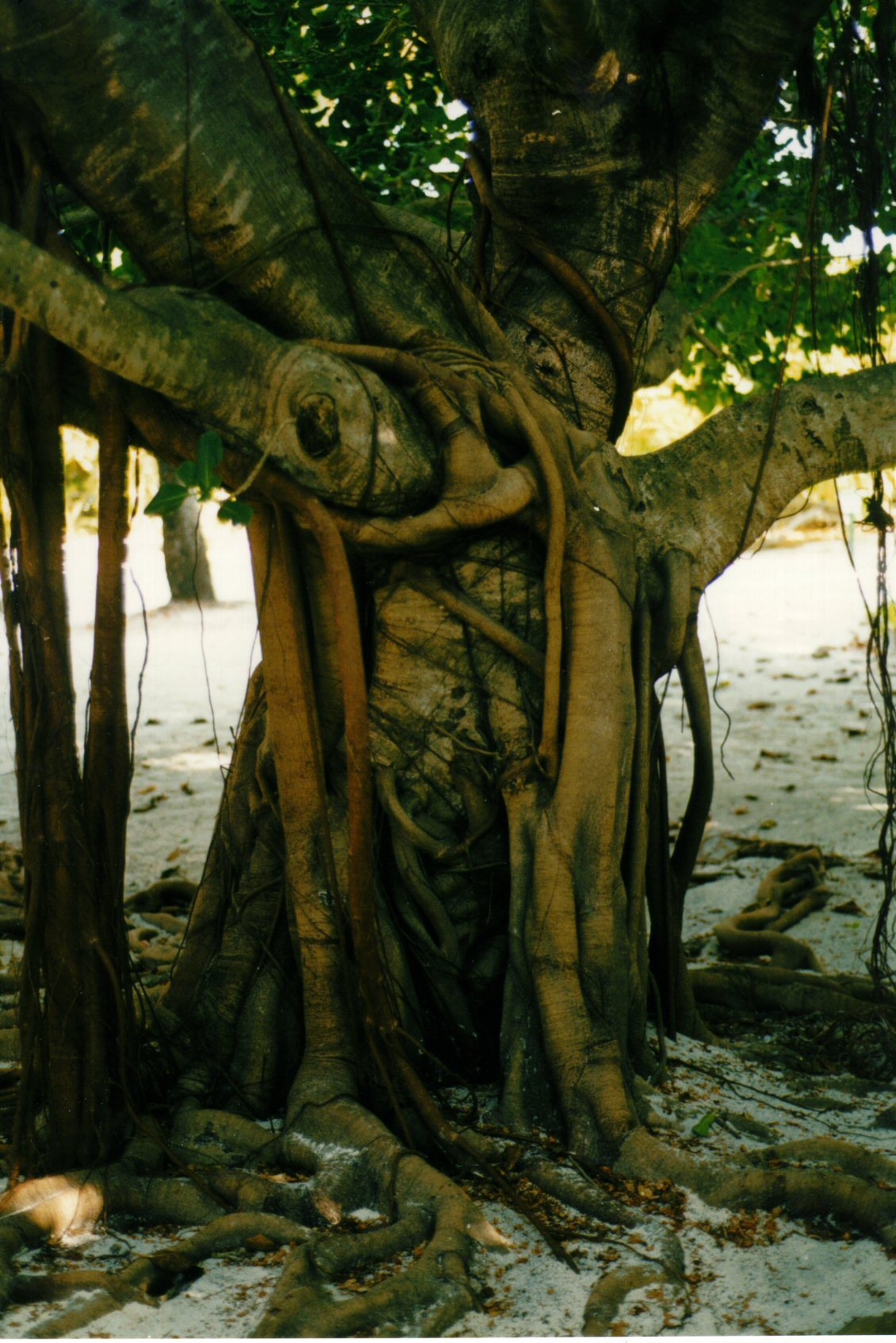
bodu nikagas